# Pietro Osenga
Pietro Osenga (fl. XX secolo) è stato un calciatore italiano, di ruolo attaccante.

## Carriera
Dopo aver militato nei Vercellesi Erranti fino al 1926, debutta in massima serie con la Pro Vercelli nel 1927-1928, disputando 6 gare e segnando 2 reti.